# Colegio Claret

El Colegio Claret de Barcelona es un colegio creado en 1871 en el barrio Camp d'en Grasso de la entonces villa de Gracia. Está regido por los claretianos, orden fundada en 1849 por San Antonio María Claret (1807 a 1870).

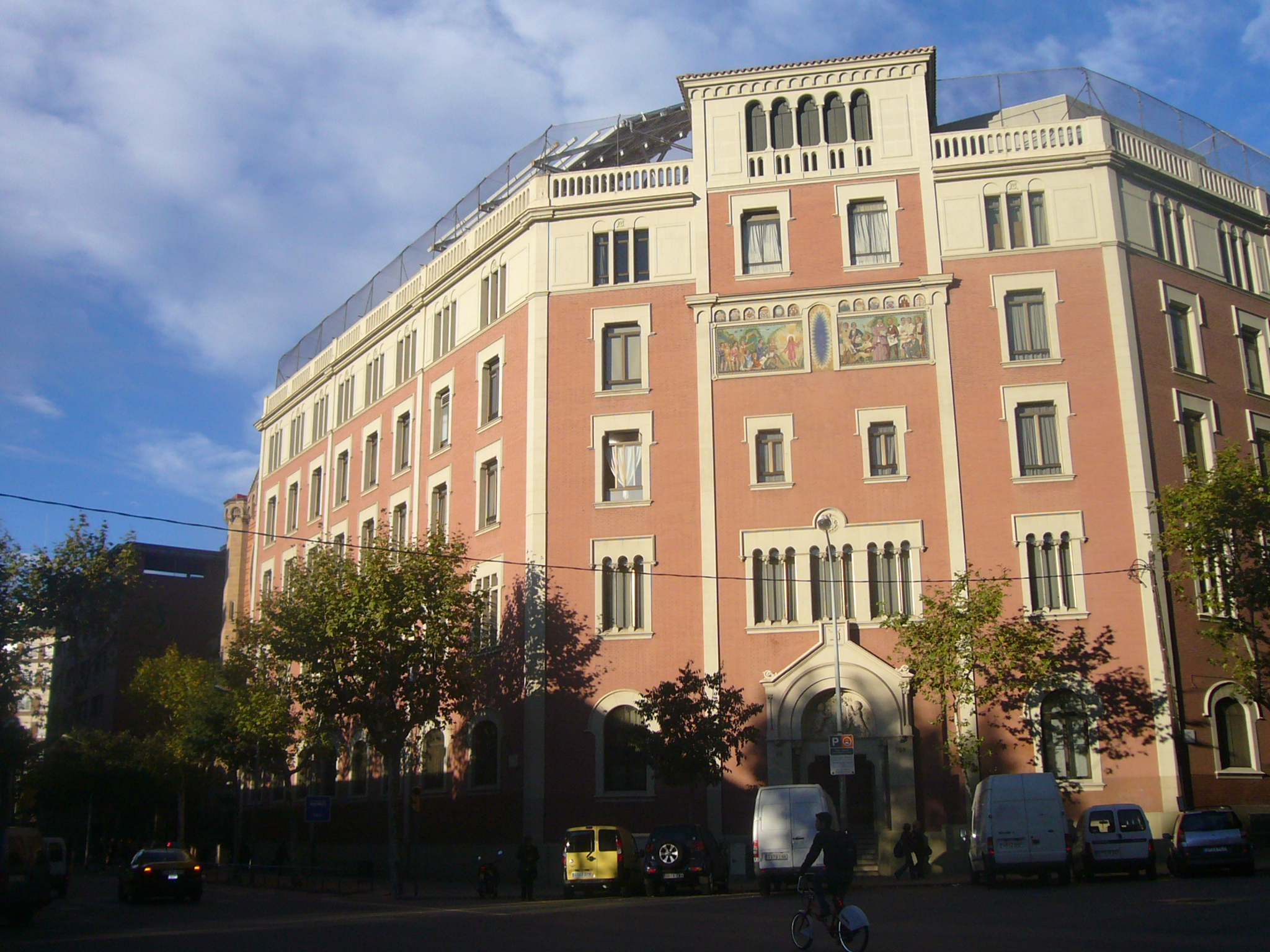
[http://www.claretbarcelona.cat/ca Link oficial

## Historia
La comunidad de los claretianos llegó a Barcelona en 1860 cuando fundaron el "Convento Nuevo" en un modesto edificio rodeado de campos de cultivo en las afueras de Gracia, villa que se integró en Barcelona en 1897. En el año 1871 empezaron las actividades educativas con la fundación del primer colegio claretiano en Barcelona (entonces Gracia), en una época en que la única escuela católica de enseñanza de chicos que había en Barcelona eran los Escolapios en El Raval. Esta escuela claretiana, llamada Colegio y Escuelas del Corazón de María, estaba situada en la esquina de las actuales calles Nápoles y Claret y daba respuesta a las necesidades educativas de los niños de Gracia y de San Martín de Provensals. Era la única edificación de la zona y por eso dio nombre a la actual calle de San Antonio María Claret de Barcelona. En 1904 fue construida la actual iglesia del Inmaculado Corazón de María, que se convirtió posteriormente en el eje central del complejo educativo. La escuela fue incendiada y destruida durante la Semana Trágica de 1909 y se trasladó temporalmente el Paseo de San Juan, 82 hasta que en 1912 volvió a su lugar de origen, en la calle San Antonio María Claret 45-49 (antes llamado calle Coello, 255).
Con el estallido de la guerra civil española, en 1936 la iglesia fue incendiada, y el colegio fue saqueado, quedando inservible. La fachada de la iglesia de la misma parroquia tiene todavía disparos de la bala que en recuerdo histórico no se han querido restaurar. La escuela volvió a abrirse en 1940. En 1960 se añadieron nuevos pisos y las instalaciones deportivas y en 1976 se inauguró "L'Esportiu Claret". En 1997 se derribó el antiguo edificio de Claret-Nápoles (edificado entre 1909 y 1912, y ya muy dañado), y se edificó uno nuevo con las nuevas aulas, locales parroquiales, "L'Esportiu Claret" y las comunidades y actividades claretianas.
Desde sus inicios la escuela ha sido dirigida por los Claretianos, y fue en 2002 que asumió la dirección el primer seglar. Fue Xavier Melgarejo Draper, psicólogo y pedagogo, y fue director hasta 2012. 
Entre los antiguos alumnos del Colegio Claret de Barcelona están los políticos Xavier Pomés, Enric Truñó y Jordi Portabella, el ingeniero y alcalde de Barcelona Enrique Masó, los periodistas Pedro Escobar y Antonio Franco Estadella, y el escritor Albert Sánchez Piñol.
También hay un colegio en Valencia

## Estatua
Entronización de la estatua del Padre Claret hecha por el escultor Domènec Fita. Está situada en el vestíbulo del nuevo Colegio, y tiene una altura de 2'05m. Toda ella nos da la bienvenida con un gesto acogedor, abierto y seguro. Simboliza
- Datos: Q15839043
- Multimedia: Col·legi Claret de Barcelona / Q15839043